# سرخس‌مرغ چتم
سرخس‌مرغ چتهم (نام علمی: Megalurus rufescens) نام یک گونه منقرض‌شده از سرده واش‌مرغ‌های نمادین است.